# Joseph Wohlgemuth
Pour les articles homonymes, voir Wohlgemuth.
Joseph Wohlgemuth (1867, Memel (Klaipėda), province de Prusse–1942, Francfort-sur-le-Main) est un rabbin allemand, enseignant au Séminaire rabbinique Hildesheimer de Berlin la philosophie religieuse, l'homélie synagogale, et la Halakhah pratique, de 1895 à 1932.

## Biographie
Joseph Wohlgemuth est né en 1867 à Memel (Klaipėda), Lituanie. Jeune enfant, il déménage avec sa famille à Hambourg où son grand-père Isaïe Wohlgemuth tient une position rabbinique,,,.

### Séminaire rabbinique Hildesheimer
Joseph Wohlgemut enseigne au Séminaire rabbinique Hildesheimer de Berlin la philosophie religieuse, l'Homélie synagogale, et la Halakhah pratique, de 1895 à 1932.
Des problèmes de santé en 1932 le forcent à prendre sa retraite. Il va dans un sanatorium à Francfort-sur-le-Main.

### Kitzingen
Il est rabbin de Kitzingen en Bavière en 1933.

## Œuvres
- 0uvrages:
  - (de) Joseph Wohlgemut.  Die Unsterblichkeitslehre in der Bibel, 1899
  - (de) Joseph Wohlgemuth. Rabbi Esriel Hildesheimer : eine Gedenkrede gehalten in der Synagoge des Rabbiner-Seminars am 4. Tammus 5662[7]
  - (de) Joseph Wohlgemuth. Rabbi Esriel Hildesheimer, 1902[8]
  - (de) Joseph Wohlgemuth. Beitraege zu einer juedischen Homiletik, 1904
  - (de) Joseph Wohlgemuth. Der badische Gebetbuchentwurf…, 1907
  - (de) Joseph Wohlgemuth. Das juedische Religionsgesetz in juedischer Beleuchtung (2 vols), 1911–1919
  - (de) Joseph Wohlgemuth. Gesetzestreues und liberales Judentum, 1913
  - (de) Joseph Wohlgemuth. In Der Weltkrieg im Lichte des Judentums, 1915,
  - (de) Joseph Wohlgemuth. Bildungsprobleme in der Ostjudenfrage, 1916
  - (de) Joseph Wohlgemuth. Das Tier und seine Wertung im Judentum, 1930
  - (de) Joseph Wohlgemuth. Grundgedanken der Religionsphilosophie Max Schelers, 1931

- Périodique:
  - Il fonde en 1914 le périodique mensuel du judaïsme orthodoxe Jeschurun dont il est l'éditeur jusqu'en 1930